# ペニー株
ペニー株（ペニーかぶ、Penny Stock）、もしくはペニーストックとは、一般的には1株あたり5ドル未満で取引される、小さな会社の株式のことを指す。ペニー株は、店頭市場（OTC）で取引されることが多く、規制や情報開示が緩いため、高いリスクとリターンを伴う投資とされている。ペニー株に投資する際には、企業の実績や財務状況、流動性や取引量などをよく調べる必要がある。ペニー株は、一夜にして大きな利益を得る可能性もあるが、同時に大きな損失を被る可能性もあり、十分な注意と知識が必要となる。

## 具体例
ジョーダン・ベルフォートが、ペニー株を売る株式仲介会社ストラットン・オークモントを運営し、詐欺行為のため22ヶ月投獄されたことがある。彼は、マーティン・スコセッシ監督の映画「ウルフ・オブ・ウォールストリート」（2013年）の主役のモデルになった。彼の役は、レオナルド・ディカプリオが演じた。米国では、ペニー株について、1980－1990年代に株式市場の不透明性を悪用した詐欺が相次いだため、1990年に議会がペニーストック改正法を制定し、また1992年に米国証券取引委員会(SEC)が証券取引所法規則の改正を行った。